# Tachi (langue)
Cet article concerne la langue amérindienne. Pour le sabre japonais, voir tachi.
Le tachi est une langue amérindienne de la famille des langues yokuts parlée aux États-Unis, dans sud de la Californie.

## Les Tachi
Au début du XIXe siècle, le tachi était l'un des parlers yokuts ayant la plus grande extension géographique. Les Tachi résident actuellement dans la réserve de Santa Rosa Rancheria. La langue n'est plus connue que de quelques personnes qui ne l'utilisent qu'occasionnellement.

## Grammaire

### Syntaxe
Exemple de phrase en tachi, extraite d'un texte recueilli en 1982 :
| nomokm                                | cupun    | koywiy | xoʔ  | tṣaw | ʔilɪt.  |
| Notre                                 | croyance | Esprit | être | là   | esprit. |
| Notre croyance est qu'il y un Esprit. |          |        |      |      |         |

nomokm est le pronom de la première personne pluriel au génitif. 
tʂaw est un pronom démonstratif locatif distant.